# Гулимов, Николай Иванович
Николай Иванович Гулимов (1924—1944) — участник Великой Отечественной войны, начальник радиостанции роты связи 305-го гвардейского стрелкового Нижнеднестровского полка, 108-й гвардейской стрелковой дивизии, 37-го стрелкового корпуса, 46-й армии, 2-го Украинского фронта, гвардии сержант. Герой Советского Союза (1945).

## Биография
Родился 5 июля 1924 года в с. Разветье (ныне — Железногорского района Курской области).
Окончив начальную школу, Николай вместе с семьёй переезжает в Ростовскую область, в село Развильное, а затем с матерью живёт в Ялте, где заканчивает среднюю школу. В 1941 году переехал вместе с братом Алексеем в г. Азов к отцу, где пошёл работать на оптико-механический завод № 318 (ныне АОМЗ).
В марте 1942 года Николай Гулимов ушёл на фронт. Сначала был рядовым, затем начальником радиостанции роты связи в 305-м гвардейском Нижнеднестровском полку 108-й гвардейской дивизии. Член ВЛКСМ.
Принимал участие в форсировании Днепра, Южного Буга и Тисы. Отличился в боях при форсировании Дуная южнее населённого пункта Эрчи (Венгрия) в 1944 году. 4 декабря 1944 года в составе штурмовой группы Николай Гулимов форсировал Дунай и, несмотря на ранение, вёл корректировку огня советской артиллерии, благодаря чему был захвачен плацдарм на правом берегу реки. В этом бою сержант Н. Гулимов был ранен во второй раз, и в третий, а в четвёртый был уже ранен смертельно.

## Награды
- Указом Президиума Верховного Совета СССР 24 марта 1945 года присвоено звание Героя Советского Союза (посмертно).
- Награждён орденом Ленина, а также медалями «За боевые заслуги» (30 октября 1943) и «За отвагу» (дважды — 28 марта и 27 апреля 1944).

Из наградного листа Н. И. Гулимова:

«4 декабря 1944 года в момент форсирования реки Дунай южнее села Эрчи (Венгрия) товарищ Гулимов с передовой группой на первой лодке под беспрерывным ружейно-пулемётным и артминомётным обстрелом противника форсировал реку Дунай. Несмотря на полученное ранение ещё на середине реки, он не вернулся назад. Не доплыв до правого берега, в результате сильного обстрела пробитая лодка пошла на дно. Не растерявшись, он бросился в холодную Дунайскую воду и вплавь вынес на себе радиостанцию, соединился с переправившейся группой бойцов, немедля развернул радиостанцию и связался с командованием полка, давая возможность правильно управлять боем переправившихся групп. Работая под губительным ружейно-пулемётным и артминомётным огнём противника, сержант Гулимов был вторично ранен, но не покидал своего боевого поста. Был в третий и четвертый раз ранен, он мог лежать только на животе и владеть правой рукой, но в этот критический момент он не оставил своего боевого поста, продолжая обеспечивать бесперебойной радиосвязью бой за овладение плацдармом на западном берегу реки Дунай только что переправившихся подразделений. В этом ожесточенном бою Гулимов погиб смертью храбрых.
За исключительные личные заслуги перед Родиной и проявленную доблесть в борьбе с немецко-фашистскими захватчиками сержант Гулимов достоин присвоения звания Герой Советского Союза посмертно».

## Память
- 6 ноября 1968 года в сквере школы № 9 города Азова был установлен бюст Героя, изготовленный Ростовскими художественными мастерскими[2]. Имя Гулимова носит сама школа[3].
- В селе Шабельском Щербиновского района Краснодарского края, где жила мать Героя — Анастасия Арсентьевна, в музейном стенде села имеются материалы, связанные с Н. И. Гулимовым. После смерти матери — на её могиле был поставлен мраморный памятник, как матери Героя Советского Союза.
- Мемориальная доска в память о Гулимове установлена Российским военно-историческим обществом на здании Развиленской средней школы № 10, где он учился.